# Winthemia consobrina
Winthemia consobrina là một loài ruồi trong họ Tachinidae.